# マヤラン
マヤラン（摩耶蘭、学名：Cymbidium macrorhizon）は、ラン科シュンラン属の植物である。和名はこの種が初めて発見された神戸市の摩耶山にちなむ。関東から九州までの常緑広葉樹林や古い二次林に生える菌従属栄養植物（腐生植物）である。

## 特徴

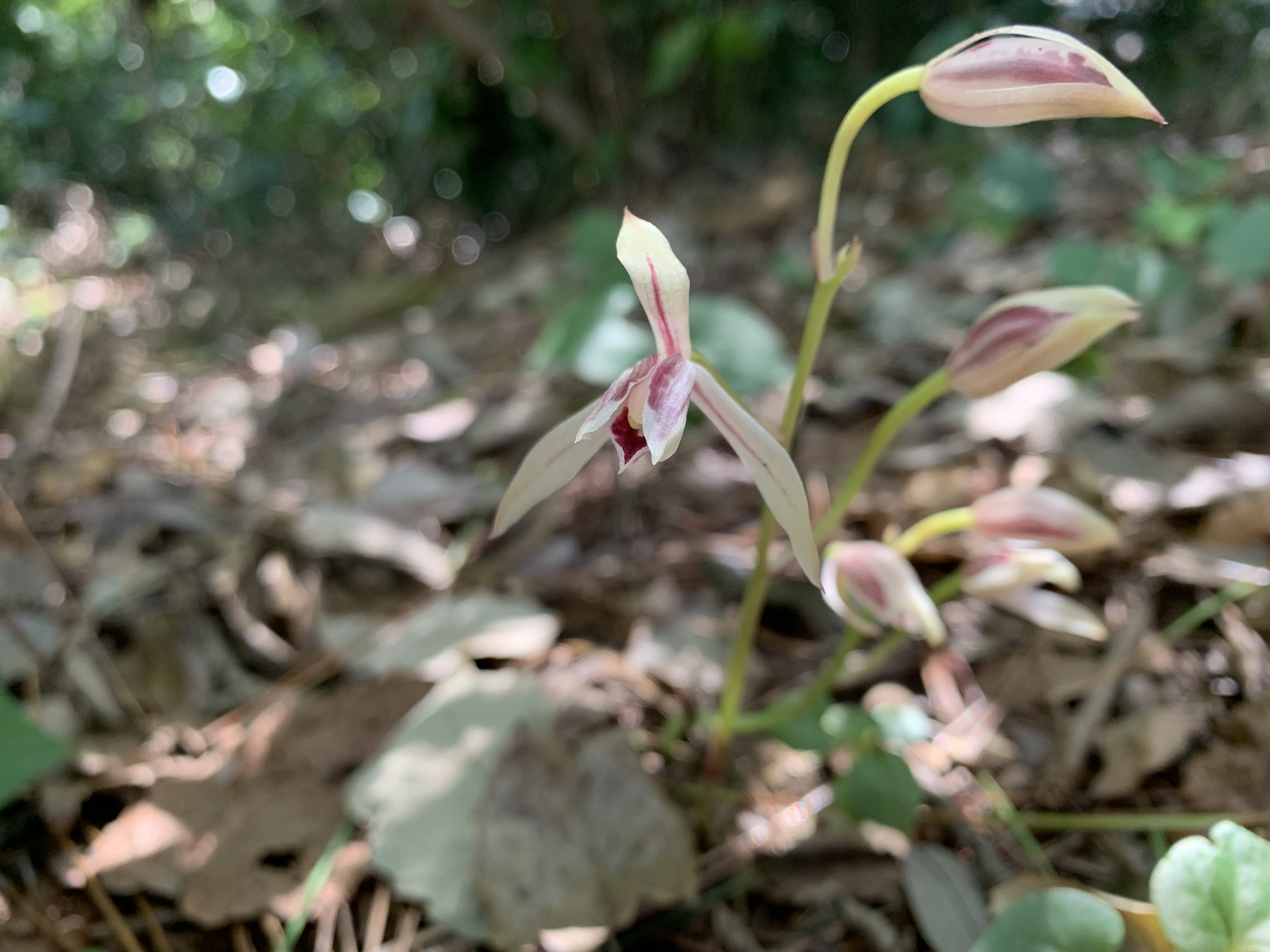
正面から見たマヤランの花

根茎は長く地中を這い分枝する。緑色の茎を10-30cm伸ばすが、緑葉はなく、茎の下部に鱗片葉が数個つく。7-10月に茎頂に1個から数個の花をつける。花はがく片、側花弁ともに長さ2cm、幅1cm弱、ともに白色。がく片の中央部には赤い筋があり、側花弁は周辺部を除き赤い模様がある。
花茎は葉緑素をもつ。この花茎の緑色は、受粉して果実が生長するにつれて濃くなる傾向がある。
レッドリストに絶滅危惧II類として記載されている。減少の主要因は森林伐採・園芸採取である。しかし菌類に寄生して生活する菌従属栄養植物であるため、株だけを採取したところで栽培はできない。
ただし無菌的な種子発芽と無菌培養には成功しており、培養瓶内で種子の発芽から開花にまで至っている。同じ果実から得られた種子でも生育にかなりのばらつきがあるが、早い個体は3年足らずで根茎を20cm以上伸ばし開花する。
2012(平成24)年10月26日、国立科学博物館筑波実験植物園は、当種を花粉親とし、同属で光合成を行うスルガランを種子親とした雑種が世界で初めて開花したことを公表した。シュンラン属やラン科のみならず、すべての植物において光合成する植物と光合成しない植物の間の雑種の開花としては世界初であり、光合成をやめた植物の進化の謎を解く鍵となることが期待されている。

## Status
絶滅危惧II類 (VU)（環境省レッドリスト）
2007年8月レッドリスト。以前の環境省レッドデータブックでは絶滅危惧IB類（CR）